# Ервиг
Ервиг, такође познат и као Еурик II, био је визиготски краљ у Хиспанији између 680. и 687. године. На престо је дошао тако што је сменио краља Вамбу током грађанског рата. Завера се састојала у томе што су Вамбу омамили, затим везали и присилили да се зареди, и тиме онемогућили да поново постане краљ. Верује се да је у тој завери учествовао и сам Ервиг заједно са надбискупом из Толеда, Јулијаном II (680—690), који га је миропомазао као краља.
Да би обезбедио подршку клера и племства, вратио је поседе онима који су учествовали у ранијим немирима. Уз подршку бискупије, сазвао је XII сабор у Толеду 681. године, како би озаконио своје узурпирање и завршио једном за свагда са Вамбиним покушајима да се врати на престо. Вамба је покушавао да прогласи неважећим своје заређење, с обзиром да је било под принудом, међутим, на сабору се потврдио Ервигов положај на престолу и одбацили сви Вамбини захтеви.
Ервиг је такође био активан на законодавном пољу. Смањио је неке порезе, а неке је и укинуо. Одобрио је закон којим се народ обавезивао на војну службу, реформисао је неке законе по којима је фаворизовао племство и изнад свега, клер, с обзиром да је на престо дошао уз помоћ надбискупа из Толеда.
Такође је остао познат по веома оштрим законима против Јевреја. Неке од забрана су биле да се не смеју поседовати књиге које нису у складу са хришћанским учењем, забрана упражњавања јеврејских обичаја, обавеза да се крсте, да не могу имати робове хришћане и др. Прогласио их је непожељним у краљевству и позвао на њихово избацивање из краљевства. Иако је сличан проглас издао и Ервигов претходник, Вамба, ни један ни други нису имали много ефекта. Јеврејска заједница је опстала упркос колективном насиљу, дискриминацији и малтретирању. Године 681. издат је нови декрет по коме су сви Јевреји морали или да се покрсте или да напусте краљевство. Од тог тренутка па на даље, Јевреји су званично били дискриминисани, а монархија је свим снагама покушала да смањи треговачке активности Јевреја. Јевреји су на то одговорили склапањем савеза са Сараценима који су све чешће упадали на територију Визиготског краљевства да би пустошили и пљачкали, у замену за заштиту од Визигота.
С циљем да осегура престо, удао је своју кћерку за Егику, Вамбиног нећака, желећи на тај начин да уједини две породице и тиме да избегне покушаје племића који су били Вамбине присталице да поврате престо након његове смрти.
Године 687. Ервиг се тешко разболео, те је одредио Егику као свог наследника, а потом абдицирао у његову корист. Умро је 15. новембра исте године.